# Tiltott szerelem (török sorozat)
A Tiltott szerelem (Aşk-ı Memnu) 2008 és 2010 között vetített török romantikus drámasorozat, amely 2008. augusztus 4-én 20:00 órai kezdettel került adásba a török Kanal D csatornán. Magyarországon a TV2 sugározta 2012. február 28. és 2012. október 15. között.

## Történet
A Tiltott szerelem című telenovella sztorija egy romantikus török regényen alapul, és napjaink Törökországában játszódik. A történet egy gazdag, ám özvegyen maradt férfi, Adnan életéről szól, aki isztambuli rezidenciáján él két gyermekével és egy nőcsábász rokonával, Behlüllel. A család élete azonban fenekestül felfordul, amikor Adnan megismerkedik a nála jóval fiatalabb, bájos Bihterrel. A férfi azonnal szerelemre lobban, és nem sokkal az első randevú után megkéri a lány kezét. A fiatal lány pedig igent mond, mert így akar bosszút állni az anyján, aki régóta szemet vetett már Adnanra. Hiába is tiltakozik mindkét fél rokonsága, a pár minden lebeszélés ellenére egybekel. A rokonok a menyegző után is mindent megtesznek, hogy szétválasszák az ifjú párt, ebből aztán számos konfliktus, félreértés, ármány és intrika adódik...

## Szereplők

### Főszereplők
| Színész(nő)        | Szerepnév                       | Megjegyzés                                                        | Magyar hang      |
| ------------------ | ------------------------------- | ----------------------------------------------------------------- | ---------------- |
| Beren Saat         | Bihter Yöreoğlu Ziyagil         | Firdeus és Melih lánya, Peyker testvére, Adnan felesége           | Vágó Bernadett   |
| Kıvanç Tatlıtuğ    | Behlül Haznedar                 | Adnan unokaöccse                                                  | Makranczi Zalán  |
| Nebahat Çehre      | Firdeus Yöreoğlu                | Peyker és Bihter édesanyja                                        | Bencze Ilona     |
| Selçuk Yöntem      | Adnan Ziyagil                   | Nihal és Bülent édesapja, Ahsen testvére, Bihter férje            | Kertész Péter    |
| Hazal Kaya         | Nihal Ziyagil                   | Andan és İnci lánya, Bülent testvére                              | Lamboni Anna     |
| Batuhan Karacakaya | Bülent Ziyagil                  | Adnan és İnci fia, Nihal testvére                                 | Boldog Gábor     |
| Zerrin Tekindor    | Deniz De Courton 'Mademoiselle' | Nihal és Bülent nevelőnője                                        | Götz Anna        |
| Nur Fettahoğlu     | Peyker Yöreoğlu Önal            | Firdeus és Melih lánya, Bihter testvére, Nihat felesége           | Mezei Kitty      |
| İlker Kızmaz       | Nihat Önal                      | Aynur és Hilmi fia, Peyker férje                                  | Magyar Bálint    |
| Ufuk Kaplan        | Katya Melinkov                  | Alkalmazott a Yöreoğlu-házban                                     | Varga Szilvia    |
| Recep Aktuğ        | Hilmi Önal                      | Nihat édesapja, Aynur férje                                       | Németh Gábor     |
| Zerrin Nişancı     | Aynur Önal                      | Nihat édesanyja, Hilmi felesége                                   | Hirling Judit    |
| Baran Akbulut      | Beşir Elçi                      | a Ziyagil háznál dolgozik, Nihal barátja                          | Varju Kálmán     |
| Rana Cabbar        | Süleyman                        | Szakács a Ziyagil-házban, Şayeste férje, Cemile édesapja          | Gyürki István    |
| Fatma Karanfil     | Şayeste                         | Alkalmazott a Ziyagil-házban, Süleyman felesége, Cemile édesanyja | Rátonyi Hajni    |
| Evren Duyal        | Nesrin                          | Alkalmazott a Ziyagil-házban                                      | Hullan Zsuzsa    |
| Pelin Ermiş        | Cemile                          | Alkalmazott a Ziyagil-házban, Süleyman és Sayeste lánya           | Csuha Borbála    |
| Eda Özerkan        | 'Ezel' Elif Bender              | Modell, Behlül barátnője                                          | Bálizs Anett     |
| Gülizar Irmak      | Sevil                           | Firdevs barátnője                                                 | Szórádi Erika    |
| Gülsen Tuncer      | Ahsen Ziyagil                   | Adnan testvére                                                    | Tímár Éva        |
| Münir Akça         | Melih Yöreoğlu                  | Firdevs férje, Peyker és Bihter édesapja                          | Szokolay Ottó    |
| Burçin Oraloğlu    | Çetin Özder                     | Milliomos üzletember                                              | Cs. Németh Lajos |
| Zerrin Arbaş       | Hülya                           | Firdeus barátnője                                                 | Tóth Judit       |

### Mellékszereplők
| Színész(nő)            | Szerepnév       | Megjegyzés                                   |
| ---------------------- | --------------- | -------------------------------------------- |
| Adem Yavuz Özata       |                 | Taxisofőr                                    |
| Ahmet Batu             |                 |                                              |
| Alay Cihan             | Rıza kapitány   | Halász, Nesrin vőlegénye                     |
| Ali Dereli             |                 |                                              |
| Arzu Yanar             |                 |                                              |
| Billur Güventürk       |                 |                                              |
| Burcu Kutluk           | Sedef Savaştürk | Behlül exbarátnője                           |
| Burcu Yasa             |                 |                                              |
| Cem Tatlıtuğ           |                 | Hilmi ügyvédje                               |
| Cengiz Tüfekçi         |                 |                                              |
| Cihan Süslü            |                 |                                              |
| Çelcebi Çiçek          |                 | Ólomöntő, Firdevs és Sevil ismerőse          |
| Dilek Çelik            |                 | Behlül szeretője                             |
| Eda Tansever           | Zeynep          | Elif barátnője                               |
| Elçin Altindağ         |                 |                                              |
| Elçin Özgül            |                 |                                              |
| Ercan Soyluk           |                 |                                              |
| Erdal Dalcı            | İsmail Cekem    | Banki hitelügyintéző                         |
| Ezgi Tombul            |                 | Ápolónő                                      |
| Ferit Tarık Yüksel     |                 |                                              |
| Hakan Korkmazyürek     |                 | A Ziyagil-család ügyvédje                    |
| Hande Sarıoğlu         |                 | Rendezvényszervező Nihal esküvőjén           |
| Hayal Köseoğlu         | Pelin           | Nihal osztálytársa és barátnője              |
| Inanç Ömer Benlioğlu   | Kemal           | Hilmi sofőrje                                |
| İsmail Türkyılmaz      |                 | Firdevs ügyvédje                             |
| Melisa Tatlıtuğ Adanur | Neşe            | Behlül ismerőse                              |
| Murat Tuzcuoğlu        | Ilhan           | Firdevs exszeretője                          |
| Nail Özcan             |                 |                                              |
| Neslihan Arslan        |                 |                                              |
| Nesrin Aksu            |                 | Rendezvényszervező Peyker és Nihat esküvőjén |
| Nihan Özcan            | İnci Ziyagil    | Adnan 1. felesége, Nihal és Bülent édesanyja |
| Oğuz Yılmaz            |                 |                                              |
| Olgun Yalçin           | Deniz           | Nihal barátja                                |
| Ömer Gecü              |                 | Rendőr                                       |
| Özgür Dağ              |                 | Hilmi ügyvédje                               |
| Selim Makaroğlu        |                 |                                              |
| Serdar Günbilen        | Dr. Oktay Arcan | Bihter nőgyógyásza                           |
| Sevgi Akkaya           |                 | Újságírónő                                   |
| Tayfun Eraslan         |                 | Deniz asszony exbarátja                      |
| Toygun Ateş            | Demir           | Gépész, Beşir munkatársa a hajón             |
| Tuncer Erdoğan         |                 |                                              |
| Uğur Tekin             | Sait Özverdi    | A Ziyagil-család "sofőrje"                   |
| Zeki Yılmaz            |                 |                                              |

## Évados áttekintés
| Évad | Évad | Török epizódok száma | Magyar epizódok száma | Eredeti sugárzás    | Eredeti sugárzás | Eredeti sugárzás | Magyar sugárzás   | Magyar sugárzás  | Magyar sugárzás |
| Évad | Évad | Török epizódok száma | Magyar epizódok száma | Évadpremier         | Évadfinálé       | Eredeti adó      | Évadpremier       | Évadfinálé       | Magyar adó      |
| ---- | ---- | -------------------- | --------------------- | ------------------- | ---------------- | ---------------- | ----------------- | ---------------- | --------------- |
|      | 1.   | 38                   | 76                    | 2008. augusztus 4.  | 2009. június 18. |                  | 2012. február 28. | 2012. június 20. |                 |
|      | 2.   | 41                   | 82                    | 2009. szeptember 3. | 2010. június 24. | 2012. június 21. | 2012. október 15. |                  |                 |

## Fordítás
- Ez a szócikk részben vagy egészben  az   Aşk-ı Memnu (TV series) című angol Wikipédia-szócikk fordításán alapul.  Az eredeti cikk szerkesztőit annak laptörténete sorolja fel. Ez a jelzés csupán a megfogalmazás eredetét és a szerzői jogokat jelzi, nem szolgál a cikkben szereplő információk forrásmegjelöléseként.